# Eupromera
Eupromera es un género de escarabajos longicornios de la subfamilia Lamiinae. Fue descrito por John Obadiah Westwood en 1846.

## Especies
- Eupromera disparilis Galileo y Martins, 1995
- Eupromera gilmouri Fuchs, 1961
- Eupromera pascali Dalens, 2016
- Eupromera similis Breuning, 1940
- Eupromera spryana Westwood, 1846
- Eupromera zonula Galileo y Martins, 1995